# Patrik Anttonen
Mats Patrik Anttonen (Örebro, 6 marzo 1980) è un ex calciatore svedese, di ruolo difensore.